# Австралийский футбол

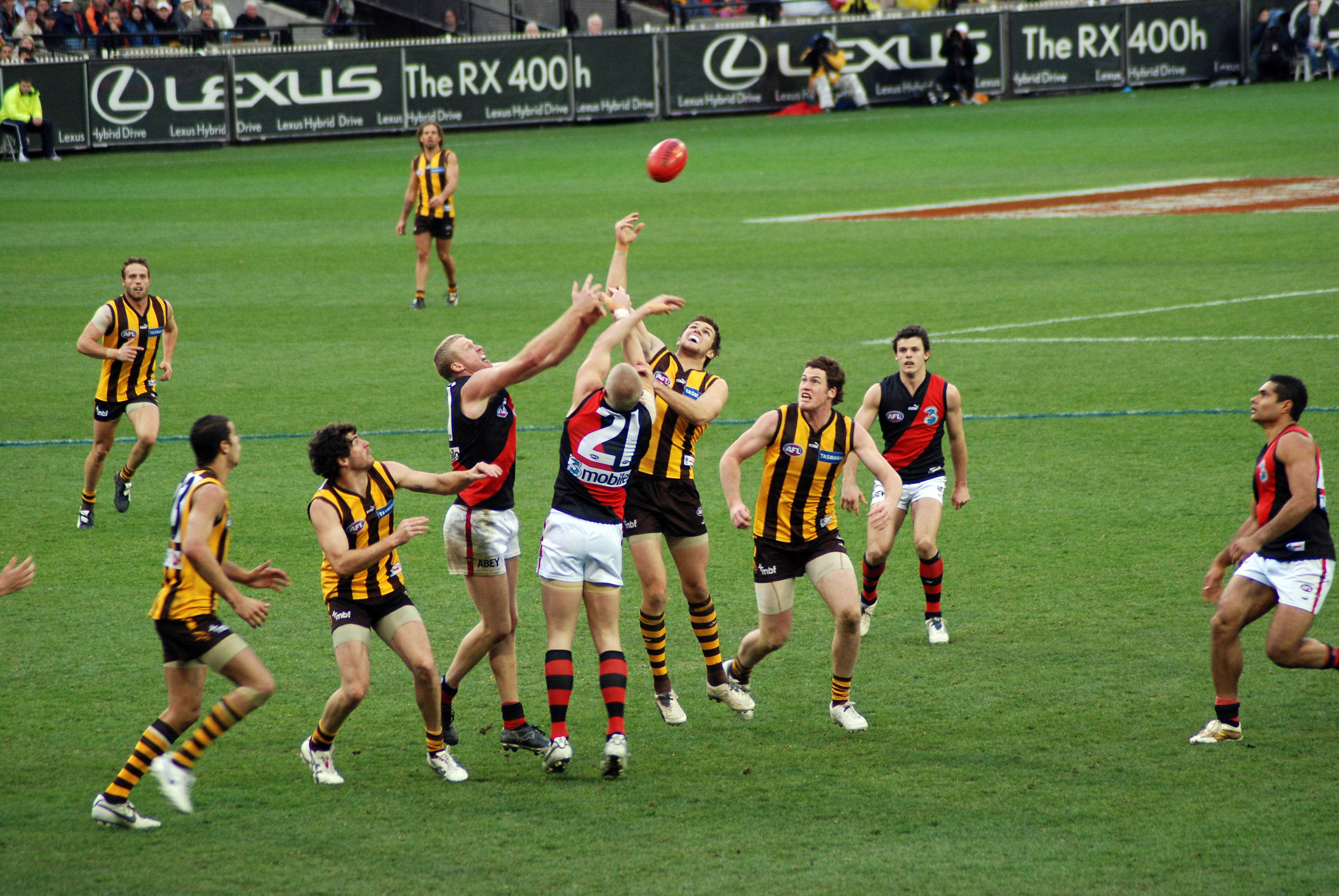
Австралийский футбол

Австралийский футбол (англ. Australian rules football или англ. Australian football, также известный под названиями Aussie rules, football и footy) — командный игровой вид спорта с мячом. В австралийский футбол играют с середины XIX века. Эта игра считается одной из самых динамичных командных игр. Остановки в матче крайне редки, судья не останавливает игру даже в случае получения игроком травмы.

## Название
Полное название австралийского футбола по-английски — Australian rules football, однако также он известен под разговорными названиями Aussie rules, football и footy. В некоторых регионах его называют AFL, что является сокращением от аббревиатуры Australian Football League, используемой в отношении Австралийской футбольной лиги.

## Правила

Поле для австралийского футбола

Цель каждой из команд — продвигаясь с мячом вперед по полю, поразить ворота команды-соперника и набрать как можно больше очков. У каждой команды по двое ворот, расположенных друг в друге, за гол в большие ворота команде начисляется 1 очко, за гол ногой в более узкие внутренние ворота — 6 очков. Высота ворот не ограничена. С мячом в руках можно бежать не более 15 метров, после чего мяч нужно или отдать, или продолжать движение с мячом, обязательно ударив его о землю. Мяч передается в любом направлении. Передавать мяч можно и ногами, и руками. Если пас был отдан ногой, а принявший его игрок зафиксировал мяч руками, то этот игрок получает право на свободный удар. Если в борьбе за мяч тот был прижат игроками к земле, судья останавливает борьбу и тут же производит вбрасывание. Вбрасывание выполняется руками сильным ударом о землю. Если мяч вышел за границу поля, то вбрасывание также производит судья, повернувшись спиной к полю и бросая мяч через голову.
В каждой команде по 18 игроков, у каждого из них собственное амплуа. Поле овальное (нередко используются существующие поля для крикета), имеет довольно большие размеры: длина — 185 м, ширина — 155 м. Возле ворот находится 50-ярдовая зона, в которой не допускается атака на игрока, чисто получившего мяч. Мяч овальный, средний вес около 670 г. Матч состоит из четырёх периодов по 20 минут, в общей сложности 80 минут; учитывается только чистое игровое время. Разрешена жёсткая силовая борьба.
Игроки в течение матча пробегают в среднем 20—22 км (для сравнения, в обычном футболе — около 9 км).

## Турниры
Ведущим профессиональным соревнованием среди клубных команд является Австралийская футбольная лига, разыгрываемая с 1897 года. В первенстве Австралийской футбольной лиги участвуют 18 команд.
Сезон соревнований по австралийскому футболу длится с марта по август, финалы разыгрываются в сентябре и октябре. В тропических регионах турниры иногда проводятся с октября по март.
Австралийский футбол — третий по количеству зрителей на трибунах вид спорта в мире. Средняя посещаемость матча АФЛ порядка 33,5 тысяч человек.
Австралийский футбол не входит в программу Олимпийских игр, но 16 июля 1954 года было одобрено его включение в программу Олимпиады в Мельбурне в качестве показательного вида спорта. 7 декабря 1956 года на Олимпиаде состоялся показательный матч между двумя командами — в составе одной выступали игроки любительских лиг VFL и VFA, в составе другой — игроки любительской лиги VAFA (профессионалам тогда запрещалось выступать на Олимпиадах даже на показательных выступлениях). Победу одержала команда VAFA со счётом 12.9 (81) — 8.7 (55).
6 октября 1982 года показательный матч по австралийскому футболу прошёл на Играх Содружества в Брисбене. В этом матче сошлись клубы «Ричмонд» и «Карлтон», которые ещё 26 сентября сыграли в Суперфинале VFL, и тогда победу одержал в финале «Карлтон». Однако в показательном матче победу одержал уже «Ричмонд». В 2021 году издание InDaily сообщало, что в теории австралийский футбол может попасть в программу летних Олимпийских игр 2032 года.
В 2002 году был проведён Международный кубок по австралийскому футболу — соревнование среди национальных сборных мира.

## За пределами Австралии

### Науру
В Науру австралийский футбол появился приблизительно в 1910-е годы. В стране, добившейся признания своей независимости в 1968 году, этот вид спорта признан национальным.

### Россия

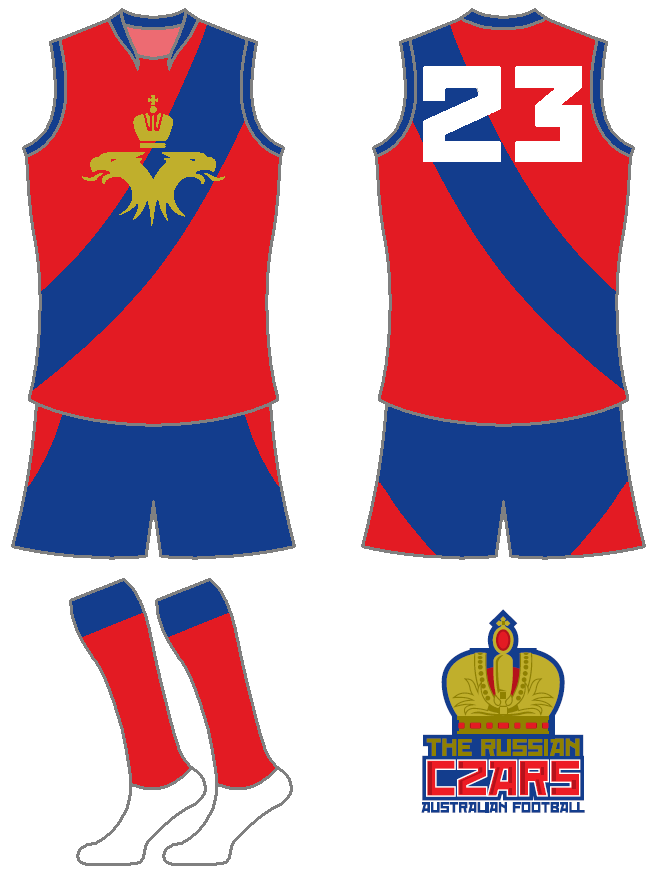
Форма сборной России, известной под названием «Russian Tsars»

В середине 2010-х годов в Москве и Санкт-Петербурге энтузиасты австралийского футбола создали несколько коллективов. Было проведено три чемпионата России. Затем центр австралийского футбола окончательно переместился в Северную столицу. Команды «Балтийские ястребы» и «Северные тигры» объединились в Санкт-Петербургскую лигу австралийского футбола и проводят своё первенство. Иногда к ним приезжают «Московские медведи», и эти команды разыгрывают Открытый Кубок Санкт-Петербурга.

## Комментарии
1. ↑  Собственно традиционный европейский футбол зовётся в Австралии soccer, как и в США